# جی‌اس آماکوسا (ای‌ام‌اس-۴۳۰۳)
جی‌اس آماکوسا (ای‌ام‌اس-۴۳۰۳) (به انگلیسی: JS Amakusa (AMS-4303)) یک کشتی است که طول آن ۶۵ متر (۲۱۳ فوت) و ارتفاع آن ۵٫۸ متر (۱۹ فوت) می‌باشد. این کشتی در سال ۲۰۰۳ ساخته شد.